# 英國三軍廣播服務

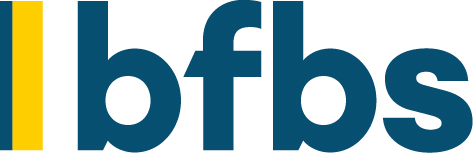
英国三军广播服务的官方标志，自2020年3月启用。

英國三軍廣播服務（英語：British Forces Broadcasting Service / BFBS）在1943年由英國舊陸軍部創立。今天它為駐扎在全球各地的英國軍隊和英國海外領地公民，提供電台、電視和衛星至軍艦廣播服務。另外，它也透過互聯網向全球廣播。現時廣播的地區包括阿富汗、伯利兹、波斯尼亞、汶萊、加拿大、塞浦路斯、福克蘭群島、德國、直布羅陀、科索沃、中東、北愛爾蘭。
它的母公司是軍部影音機構（Services Sound and Vision Corporation），是一間註冊的慈善機構。

## 英國三軍電台
現時英國三軍電台有以下3個全球廣播的電台：
- 英國三軍電台第1台 - 本地社區電台、播放現代音樂
- 英國三軍電台第2台 - 播放流行音樂、新聞、時事、體育
- 英國三軍電台啹喀台 - 啹喀節目

另外，英國三軍電台亦向駐守全球不同地區的英國軍人及其家屬作當地廣播。英國三軍電台,在比利時、伯利兹、波斯尼亞、汶萊、加拿大、塞浦路斯、福克蘭群島、德國、直布羅陀、科索沃、伊拉克、荷蘭、北愛爾蘭設有直播室。在阿富汗、阿曼、阿森松島的英軍可收聽到這個電台。英國皇家軍艦上的海軍可透過衛星轉播收聽到這個電台。其他接收的方法包括互聯網和英國天空數碼廣播電台第0184台。
英國三軍電台第2台有很多的節目都是從英國廣播公司電台第4台和第5台（體育直播台）而來、包括肥皂劇The Archers。在1997年主權移交中國之前，英國三軍電台（BFBS Radio）在香港非常受聽眾歡迎，受歡迎節目當中便包括了The Archers。英國三軍電台啹喀台為在英軍中服役的啹喀兵提供啹喀語廣播。

## 英國三軍電視台
英國三軍電視台在1975年開始廣播，用的都是英國廣播公司（BBC）和英國獨立電視台（ITV）的錄影節目。現時廣播的方法則是透過衛星。另外，也有一個「英國海軍電視台」，利用軍事衛星將不同時段節目，向英國海軍軍艦轉播。
2001年後, 英國三軍電視台一分為二：
- 英國三軍電視第1台（BFBS 1）
- 英國三軍電視第2台（BFBS 2）

2009年5月，新开播2条频道：
- 英國三軍電視第3台儿童台（BFBS 3 Kids）
- 英國三軍電視第4台（BFBS 4）

由於服務對象是英國軍人及其家屬，所以除了在小部份地區外，英國三軍電視台的訊號是加密了的。在福克蘭群島上，這電視台由於是島上唯一的電視台，所以訊號是在沒有加密情況下向普通市民廣播的。
2014年，英國三軍電視台于英国国内开播“三军频道” (Forces TV) ，向本地公眾及各地英軍播出英國三軍電視台制作的节目。该频道独立于英国国防部运营。然而，由於收視人數受限，三軍頻道已於2022年6月30日停播。

## 外部連結
- 英國三軍廣播電台 （页面存档备份，存于）
- 英國三軍電視台 （页面存档备份，存于）